# Bosmen
Bosmen (ili Bosman) je bio bosanskohercegovački ratno-propagandni strip iz 1994. godine, nastao tokom rata u SFRJ. Autori su bili scenarista Jusuf Hasanbegović i crtač Ozren Pavlović, a izdavač PP Hasanbegović Trans International-Sarajevo. Strip govori o mladiću po imenu Bosmen koji se bori protiv „najezde podivljalih četnika“ koji hoće da zauzmu Sarajevo.